# Monostorapáti
Monostorapáti község Veszprém vármegyében, a Tapolcai járásban. A település eredetileg Szent István magyar király korától az 1950-es megyerendezésig Zala vármegyéhez tartozott.

## Fekvése
A község a Tapolcát Veszprémmel összekötő 77-es főút mentén, az Eger-patak völgyében, Veszprémtől kb. 36, Tapolcától kb. 12 km távolságra fekszik.

## Története
A mai Monostorapáti közigazgatási területén a középkorban több település is létezett:közülük Almád oppidum, mely egykor Hegyesd tartozékai közé tartozott, valamint Győr, Csekőháza, Attak és Bécs, mára már elpusztult települések is. Ezeket a neveket többek között a korabeli adózási jegyzékek őrizték meg az utókor számára. Monostorapáti lakóinak egy része is az egykori Almád lakóinak leszármazottja, a falu ma élő lakói is Almádot tekintik községük ősének. A többi település neve dűlőnevek formájában őrződött meg: Atak, Ataki séd, Győri rétek.

### Almád
Almád helység megjelenése az okleveles forrásanyag szerint az almádi monostor megalapításához kapcsolódik. A monostor 1121-ben kelt alapítóleveléből kitűnik, hogy az Atyusz nemzetségbeli Band és két fia: Ogiuz és Miske 1117-ben határozták el az almádi egyház alapítását.
Hazánkban a 12. századig tartó gyakorlat szerint csak az uralkodók, az érsekek és a püspökök alapítottak kolostorokat. Innentől viszont egyes világi előkelők is szerzetesi egyházalapításba fogtak és példájuk követésre talált. A magánalapítások sorában a legkorábbiak egyike az almádi Boldogságos Szűz Mária és Mindenszentek bencés monostor a Veszprém vármegyei Monostorapáti község keleti határában, az Eger-patak völgyében, a Boncsos-tető egyik északi oldalfennsíkján. Az almádi monostor kettős titulusa arra enged következtetni, hogy a Mindenszentek ünnepnapjához legközelebb eső Mária-napok valamelyike lehetett a felszentelés és az apátsági templom búcsújának a napja.
Bánd még az épület 1121-es elkészülte előtt meghalt. Második - fiatal - felesége, akinek neve is „Gyönyörű”, aki két fiúval ajándékozta meg, férje halála után - Jeruzsálembe zarándokolt, majd onnan hazatérve kolostorba vonult. Bánd vagyonát (azt a részt is, amit az egyháznak szánt) két fia örökölte egyenlő arányban. Azonban csak az egyik fiú, Ogiuz teljesítette apjának tett ígéretét, és az egyháznak szánt vagyon rá eső részét, a végrendeletbe foglaltak szerint, az egyháznak adományozta. Cselekedetét az előzményekkel együtt Nana veszprémi püspök foglalta írásba. Az alapítólevelet II. István király (1116-1131) parancsára királyi pecséttel erősítették meg. A felszentelést Nana veszprémi püspök végezte. Az alapítólevél számos – főleg Almád környéki – birtokkal, szolgával, állattal és gazdag egyházi felszereléssel látta el az almádi monostort. 1441-ben Berki Flóris szigligeti várkapitány lerohanta és kifosztotta.
A monostor a 14. századtól hiteleshely volt.

### Monostorapáti
A településről Monostorapáti néven 1468-ban találunk említést.
II. Ulászló alatt a kolostor elvesztette jelentőségét, rohamosan hanyatlott. Az 1540-es években teljesen elnéptelenedett, szerzetesei is elhagyták. Az egykori Nagy hadiút vonalán fekvő község sokat szenvedett a töröktől, főleg Vázsony várának török hódoltsága alatt, illetve 1561-ben, amikor egy évre Hegyesd vára is megszállás alá került. Hosszú ideig volt a török hódoltsági terület határán, melynek során számtalan portyát, pusztítást és kegyetlenkedést szenvedett el, melyről számos monda, és emlék maradt fönn. Egyesek szerint ennek az emlékét őrzi a sok „Török” családnév (64 család, különféle melléknevekkel: Kis-Török, Nagy-Török, Török-Kuti, Török-Bognár, Török-Ádám stb.), valamint a község déli, valamikor erősen vízmosásos része, amely a Gidina nevet viseli, vagy egyik dűlője a különös hangzású Zsibátor. Mások (köztük Sebestyén Gyula) a nevek eredetét a honfoglalásig vezetik vissza.
A török kiűzése után egyházi birtok lett. 1715-ben a helység földesura a veszprémi püspök.
A 18. századra a falu kiheverte a hódoltság okozta károkat, ismét népes hellyé vált. 1787-ben 699 lakosa volt, többségük zsellér. 1855–ben kolerajárvány dúlt, 95 halottat jegyeztek fel. 1868–ben tűzvész pusztított, 120 lakás égett le. 1877–ben felosztanak 600 kataszteri hold közbirtokossági erdőt, hogy a lakosság gazdasági helyzetén mezőgazdasági területekkel javítsanak.
1893-ban a lakosság már 1112 fő. A nyomor egyre általánosabbá vált, így a lakosság a falun kívül keresett megélhetést. A Balaton-felvidéki szőlőkbe kapálni, Mencshelyre, Tótvázsonyba aratni, csépelni jártak. Naponta gyalog tették meg az utat a 2-3 óra járásnyira fekvő községekbe. Télen a fő kereseti forrás a favágás volt.
Az I. világháborúban összesen 132 embert hívtak be. Ezek közül 31 nem tért többé haza, a hadirokkantak száma 27 fő. Az „1919-es mozgalom” irányítói Babos Gyula tanító és Rohonczy Károly jegyző voltak, ezek az eszmék azonban Monostorapátiban nem vertek gyökeret.
A falu fekvéséből adódóan a 19. század folyamán a fő megélhetési forrást a szőlőtermelés és az állattenyésztés jelentette. Az egyre nagyobb településen 1925-ben már 14 iparos, két szatócsüzlet, és három kocsma látta el a helyi igényeket. A második világháború után, 1949-ben alakult meg a termelőszövetkezet, villamosították a községet. Az 1950-es megyerendezésig Zala vármegyéhez tartozott. A 60-as, 70-es években az Eger-völgyében található termelőszövetkezeteket egyesítették, benne többek között szőlőműveléssel, borászattal, erdőműveléssel, állattenyésztéssel foglalkoztak. 1990-ben számolták fel.
1996-2010 között Monostorapáti is csatlakozott a Művészetek Völgye rendezvénysorozathoz, s így ez az esemény is meghatározó lett a falu kulturális életében. 2011-ben civil kezdeményezésre, de az egyházközség égisze alatt kezdődött meg az almádi Szűz Mária és Mindenszentek bencés monostor maradványainak megmentésére irányuló munka.

## Közélete

### Polgármesterei
- 1990–1994: Török István (független)[3]
- 1994–1998: Hárshegyi József (független)[4]
- 1998–2002: Zentai János (független)[5]
- 2002–2006: Hárshegyi József Gyula (független)[6]
- 2006–2010: Hárshegyi József Gyula (független)[7]
- 2010–2014: Hárshegyi József Gyula (független)[8]
- 2014–2019: Takács Péter (független)[9]
- 2019–2024: Takács Péter (független)[10]
- 2024– : Takács Péter (független)[1]

## Népesség
A település népességének változása:
| Lakosok száma | 1176 | 1152 | 1129 | 1114 | 1118 | 1097 | 1074 |
|               | 2013 | 2014 | 2015 | 2021 | 2022 | 2023 | 2024 |

A 2011-es népszámlálás során a lakosok 90%-a magyarnak, 1,4% németnek, 5,6% cigánynak mondta magát (10% nem nyilatkozott; a kettős identitások miatt a végösszeg nagyobb lehet 100%-nál). A vallási megoszlás a következő volt: római katolikus 75,4%, református 1,7%, evangélikus 1,1%, felekezeten kívüli 4,8% (16,6% nem nyilatkozott).
2022-ben a lakosság 93%-a vallotta magát magyarnak, 2,8% cigánynak, 1,7% németnek, 0,1-0,1% ruszinnak, románnak, bolgárnak, lengyelnek és szlováknak, 2,3% egyéb, nem hazai nemzetiségűnek (6,7% nem nyilatkozott; a kettős identitások miatt a végösszeg nagyobb lehet 100%-nál). Vallásuk szerint 58,9% volt római katolikus, 2,3% református, 1,3% evangélikus, 0,3% görög katolikus, 0,7% egyéb keresztény, 2,1% egyéb katolikus, 6,8% felekezeten kívüli (27,3% nem válaszolt).

## Nevezetességei
- Az almádi kolostor romjai – turistajelzés felfestve;
- A római katolikus templom, amelynek freskóit svájci származású veszprémi festő Bucher (Pucher) Xavér Ferenc (Franz Xaver Bucher) festette;
- A falu környékén több jó vizű forrás van (Szentkút, Széles-forrás, Csigáskút), ezek remek kirándulási lehetőséget kínálnak;
- Áldozói és Táltos dűlők, amik 1990 után Magyarországon elsőként, kaptak újra eredetvédettséget 2002-ben.[13]

## Régi mondások, falucsúfolók a településről
- Pörűtek a monostorapáti haraszton, esső lesz.[14]

## Képgaléria

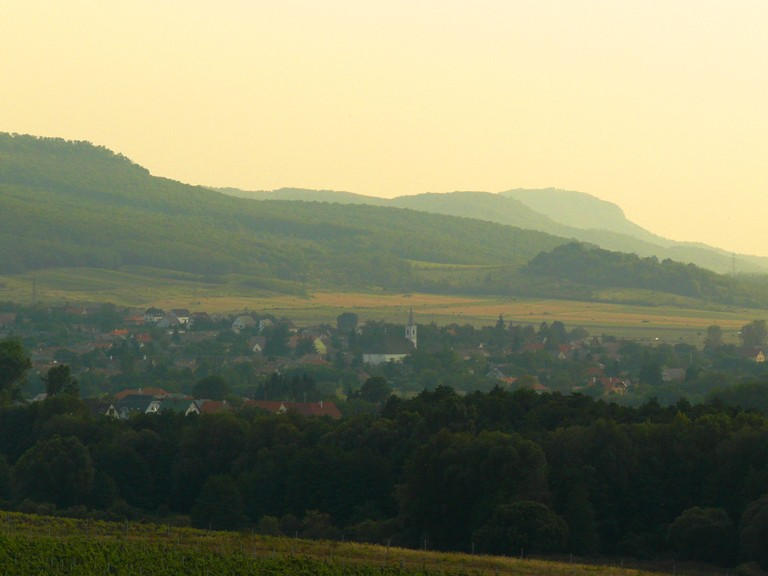
Monostorapáti az Áldozóról
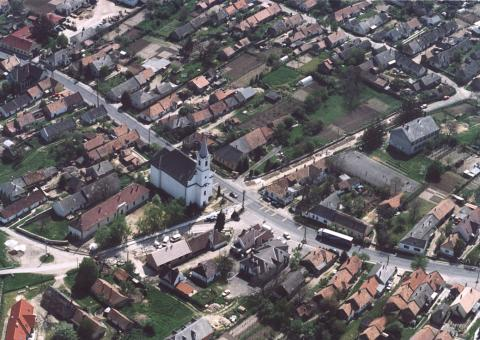
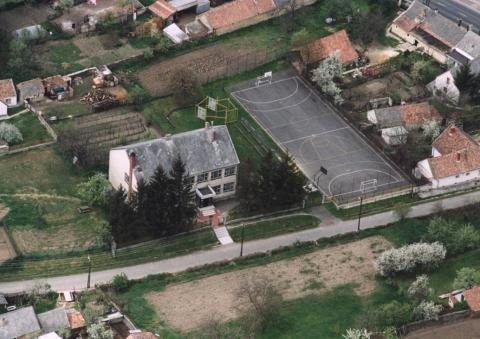
Légifotók
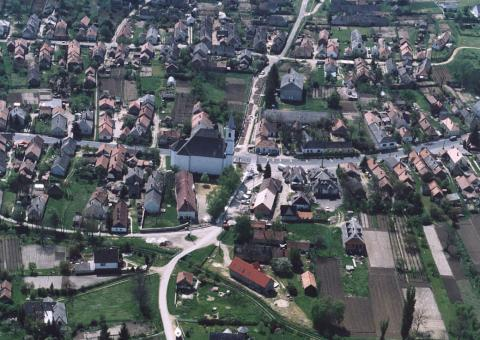